# بيتر بومونت
بيتر بومونت (بالإنجليزية: Peter Beaumont)‏ هو مجدف بريطاني، ولد في 2 يناير 1965 في برمنغهام في المملكة المتحدة.

## وصلات خارجية
- بيتر بومونت على موقع الاتحاد الدولي للتجديف (الإنجليزية)
- بيتر بومونت على موقع اللجنة الأولمبية الدولية (الإنجليزية)
- بيتر بومونت على موقع أوليمبيديا (الإنجليزية)
- بيتر بومونت على موقع اللجنة الأولمبية البريطانية (الإنجليزية)